# Алтретамин
Алтретамин — противоопухолевое средство, также оказывающее иммунодепрессивное, цитостатическое и цитотоксическое действие.

## Свойства
Синтетическое 1,3,5-диэтиламинозамещённое производное s-триазина. Белый кристаллический порошок, практически нерастворимый в воде и пропиленгликоле. Хорошо растворим в хлороформе, этилацетате и N,N-диметилацетамиде; растворимость увеличивается в кислой среде.

## Фармакология

### Фармакодинамика
Точный механизм действия неизвестен. Несмотря на схожесть химической структуры алтретамина и алкилирующих агентов, он не обладает алкилирующим действием in vitro. Противоопухолевая активность обусловлена метаболитами, которые образуют ковалентные связи с РНК и ДНК (в том числе опухолевых клеток), препятствуя включению в ДНК тимидина. Нарушает жизнедеятельность и блокирует митоз опухолевых клеток, замедляет рост и развитие опухоли.

### Фармакокинетика
При приёме внутрь алтретамин хорошо абсорбируется из ЖКТ. Cmax в плазме крови достигается через 0.5-3 ч. Алтретамин подвергается быстрому интенсивному деметилированию в печени с образованием двух основных метаболитов: пентаметилмеламина и тетраметилмеламина. Алтретамин и его метаболиты связываются с белками плазмы крови. Свободные фракции алтретамина, пентаметилмеламина и тетраметилмеламина составляют 6 %, 25 % и 50 % соответственно. T1/2 в β-фазе составляет от 4.7 до 10.2 ч. Алтретамин выводится главным образом почками в течение 24 ч.

### Лекарственное взаимодействие
При одновременном применении алтретамина с циметидином и другими ингибиторами микросомальных ферментов печени возможно увеличение T1/2 алтретамина и повышение его токсичности.
При одновременном применении алтретамина с антидепрессантами из группы ингибиторов МАО возможно развитие выраженной ортостатической гипотензии.
В связи с иммунодепрессивным действием алтретамина, при его одновременном применении с вакцинами, включающими убитые вирусы, возможно уменьшение эффективности вакцинации; при применении вакцин, содержащих живые вирусы, возможно потенцирование репликации вируса и усиление связанных с применением вакцины побочных эффектов.

## Применение
Алтретамин не считается терапией первой линии. Может быть полезен в качестве терапии спасения, когда болезнь не поддаётся стандартной терапии. В качестве терапии второй линии при прогрессирующем раке яичников, в том числе при резистентности к лечению препаратами платины и/или комбинированной химиотерапии с использованием противоопухолевых алкилирующих средств.
Он также менее токсичен, чем другие препараты, используемые для лечения рака яичников.
Лечение может проводить только онколог. В процессе лечения необходим регулярный контроль неврологического статуса, картины крови.

### Применение при беременности и кормлении грудью
В экспериментальных исследованиях установлено, что алтретамин обладает эмбриотоксическими и тератогенными свойствами. Несмотря на то, что отсутствуют данные о выделении алтретамина с грудным молоком, при необходимости применения в период лактации рекомендуется прекратить грудное вскармливание.

### Режим дозирования
Капсулы предназначены для приёма внутрь. Дозы, схема и длительность лечения определяются индивидуально.

### Противопоказания
Тяжёлые нарушения функций ЦНС или периферической нервной системы, выраженное угнетение кроветворения, повышенная чувствительность к алтретамину.

## Побочное действие
- Со стороны пищеварительной системы: тошнота и рвота от лёгкой до умеренной степени тяжести[5]; редко — гепатотоксичность.
- Со стороны системы кроветворения: умеренно выраженные лейкопения, тромбоцитопения, реже — анемия.
- Со стороны ЦНС и периферической нервной системы: периферическая невропатия, нарушения настроения, сознания, атаксия, головокружение.
- Со стороны мочевыделительной системы: редко — нефротоксичность.
- Прочие: редко — алопеция.